# Kanthapura, Nagamangala
Kanthapura là một làng thuộc tehsil Nagamangala, huyện Mandya, bang Karnataka, Ấn Độ.